# Joseph Claude Anthelme Marie Récamier
Pour les articles homonymes, voir Récamier.
Joseph Claude Anthelme Marie Récamier, né le 28 février 1861 dans le 6e arrondissement de Paris et mort le 31 mars 1935 dans le 15e arrondissement de Paris, est un chirurgien, explorateur et militant de l'Action française.

## Famille
Son grand-père est Joseph Claude Anthelme Récamier, chirurgien et médecin de Charles X et cousin de Juliette Récamier. Il est le fils d'Étienne Récamier, avocat et publiciste.
Le 13 avril 1885, il épouse Geneviève Jeanne Marie Dubois, née à Versailles le 23 septembre 1865, dont le père était président du Conseil administration des forges et aciéries de Montataire.

## Carrière médicale
En 1884, il est reçu comme interne des Hôpitaux de Paris, puis passe aide d'anatomie en 1886 et devient docteur en médecine en 1889 après avoir présenté sa thèse sur les Rapports du rein.
En 1888, il cofonde l'hôpital Saint-Michel de Paris et en devient le directeur.
Il devient le « médecin des princes » en se mettant d'abord au service du comte de Paris et de la famille royale.
Le 2 juin 1931, il est nommé membre de l'Académie des sciences, belles-lettres et arts de Lyon.

## Explorateur et militant royaliste

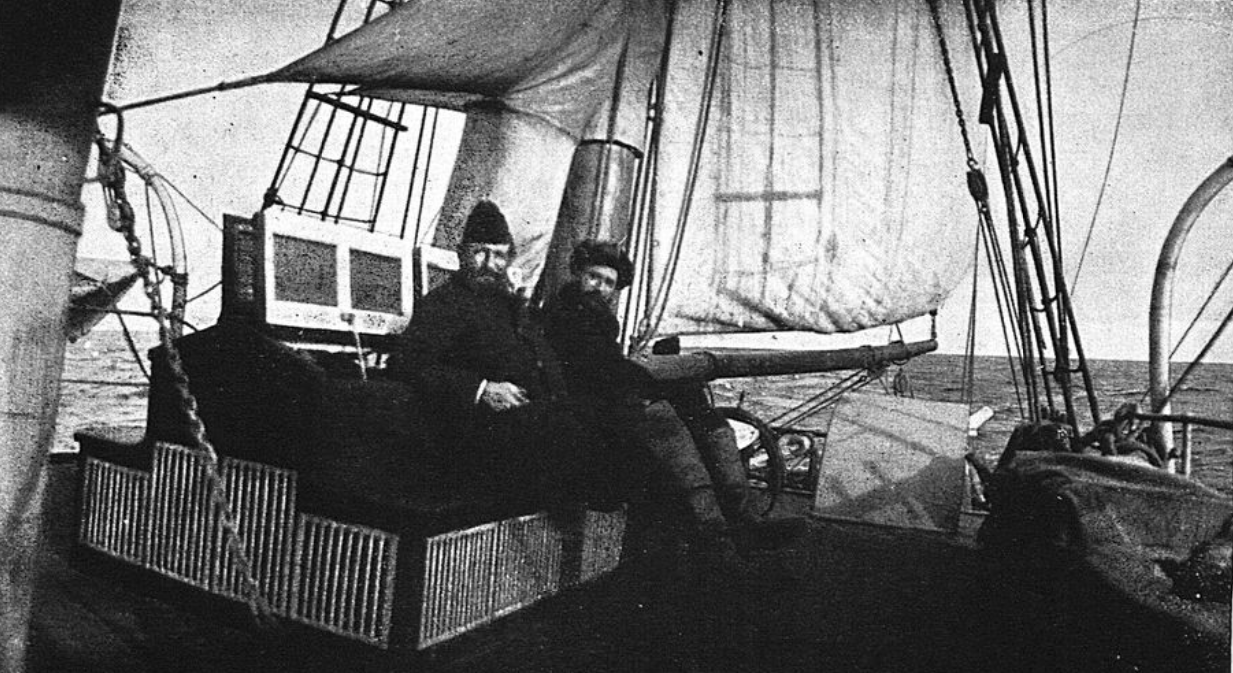
Philippe d'Orléans et le docteur Joseph Récamier sur le pont de la Belgica entre 1905 et 1909.

Lorsque le comte de Paris décède en 1894, Philippe d'Orléans le prend comme médecin de son bord dans ses croisières et comme compagnon de route dans ses voyages. Il le suit dans ses différentes expéditions en Europe, Syrie, Palestine, au Groenland en 1905, à la mer de Kara en 1907, à la Terre François-Joseph en 1909, aux Indes, le Turkestan en 1912 et l'Afrique,. Le récit de ses voyages est narré dans L'Âme de l'Exilé dans lequel il explique comment le prétendant au trône de France tente de « triompher de la nostalgie d'une inactivité qui lui est imposée » en vertu de la loi d'exil. Joseph Récamier contribue aussi comme naturaliste à remplir une galerie du Muséum d'histoire naturelle.
Lors des élections législatives de 1924, il se présente sur la liste de « Réconciliation et d'Action nationales » de l'Action française et l'Union nationale révisionniste dans le département de la Seine,. Joseph Récamier est demeuré un intermédiaire privilégié entre la famille royale et l'Action française.

## Obsèques
Il décède le 31 mars 1935 à l'hôpital Saint-Michel. De nombreuses personnalités de l'Action française, du corps médical et militaire lui rendent hommage pour ses services rendus,. Ses obsèques sont célébrées en l'église Saint-Sulpice le 3 avril 1935.

## Publications
- L'Âme de l'Exilé (1927)
- De l'Ours au Lion (1933)

## Distinctions
- Croix de guerre 1914–1918
- Chevalier de la Légion d'honneur